# Joseph Alexis Bailly

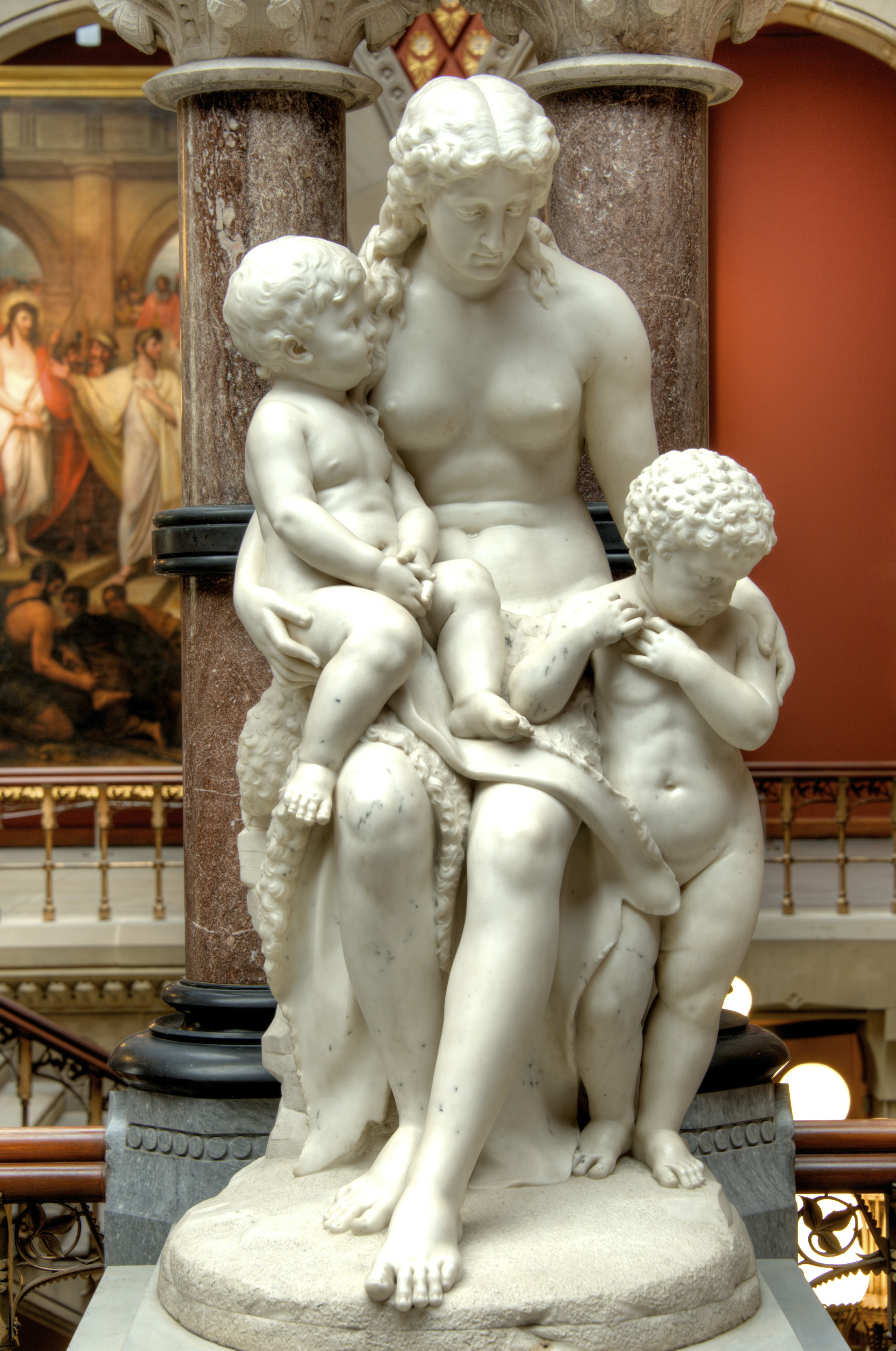
Joseph A. Bailly: First Prayer (1864–1868). Pennsylvania Academy of Fine Arts

Joseph Alexis Bailly (* 21. Januar 1825 in Paris, Frankreich; † 15. Juni 1883 in Philadelphia, Vereinigte Staaten) war ein französisch-amerikanischer Bildhauer.

## Leben
Joseph A. Bailly wurde 1825 in Paris geboren. Er studierte Bildhauerei an der École des Beaux-Arts in Paris bei Pierre Jean David d’Angers, einem bekannten Vertreter der romantischen Bildhauerei. Nach Abschluss seines Studiums wanderte Bailly 1848 in die Vereinigten Staaten aus und ließ sich in Philadelphia nieder. In Philadelphia etablierte er sich schnell als bedeutender Bildhauer und erhielt zahlreiche öffentliche Aufträge. Bailly unterrichtete auch an der Pennsylvania Academy of the Fine Arts. Zu seinen Schülern gehörte Howard Roberts, einer der führenden amerikanischen Bildhauer des späten 19. Jahrhunderts, der bis zu seinem Tod 1883 in Philadelphia tätig war.

## Werk

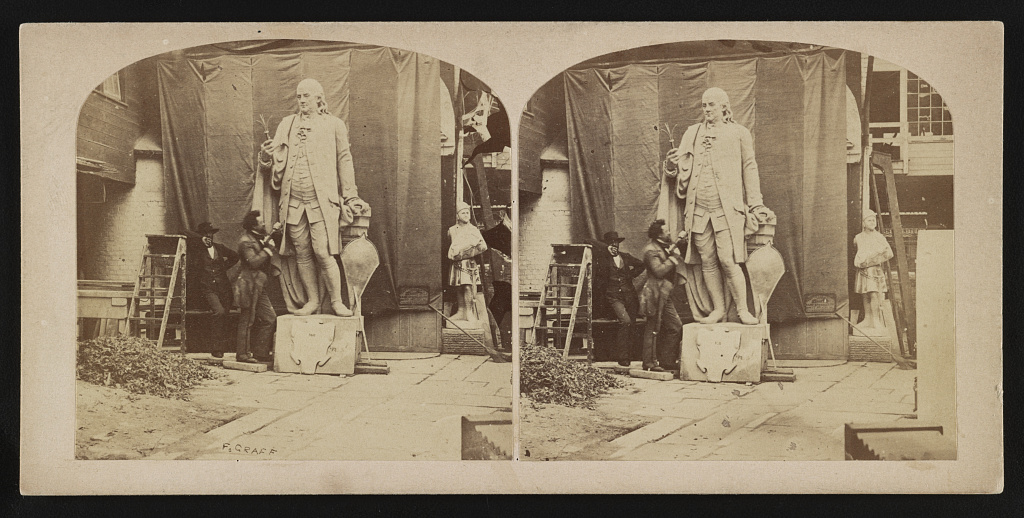
Joseph A. Bailly: Benjamin Franklin (circa 1860)

Joseph A. Bailly war vor allem als Bildhauer von Denkmälern, Porträts und allegorischen Figuren tätig. Er verband klassische und romantische Elemente und seine Werke zeichnen sich durch fein ausgearbeitete Details und idealisierte Formen aus. Zu seinen bekanntesten Werken zählen die Statue von George Washington auf dem Washington Square in Philadelphia (1869) und das Grabmal für den Bankier Stephen Girard auf dem Friedhof Laurel Hill. Bailly schuf auch eine allegorische Figurengruppe für das Kapitol der Vereinigten Staaten. Sein Stil orientiert sich an der europäischen Tradition, verbindet diese aber mit amerikanischen patriotischen Themen. Seine Werke zeichnen sich durch eine klare Komposition und eine sorgfältige Oberflächenbehandlung aus.